# تيموثي أوغسطين كوغلان
تيموثي أوغسطين كوغلان (بالإنجليزية: Timothy Augustine Coghlan)‏ هو مهندس أسترالي، ولد في 9 يونيو 1856 في سيدني في أستراليا، وتوفي في 30 أبريل 1926 في لندن الكبرى في المملكة المتحدة.